# Villanueva de Sigena
Villanueva de Sigena est une commune située dans la province de Huesca, au nord (la plus pyrénéenne) de la communauté autonome d'Aragon, en Espagne.

## Géographie
Le Méridien de Greenwich passe exactement sur cette municipalité.
La comarque de Monegros, où se situe Villanueva de Sigena, est une subdivision territoriale à cheval sur deux provinces d'Espagne (et de l'Aragon) : la province de Huesca et la province de Saragosse.
Villanueva de Sigena elle-même fait partie de la province de Huesca

## Histoire

### Antiquité
Strabon, auteur  grec antique, écrit que le peuple des Ilergetes occupait les territoires qui forment aujourd'hui les provinces de Huesca et de Lérida.

### Renaissance (personnalités)
Lieu de naissance de Michel Servet (29 septembre 1511 - 27 octobre 1553), humaniste, érudit et médecin. Il sera condamné et supplicié pour hérésie, à Genève.

## Lieux et monuments
- Monastère Sainte-Marie de Sigena

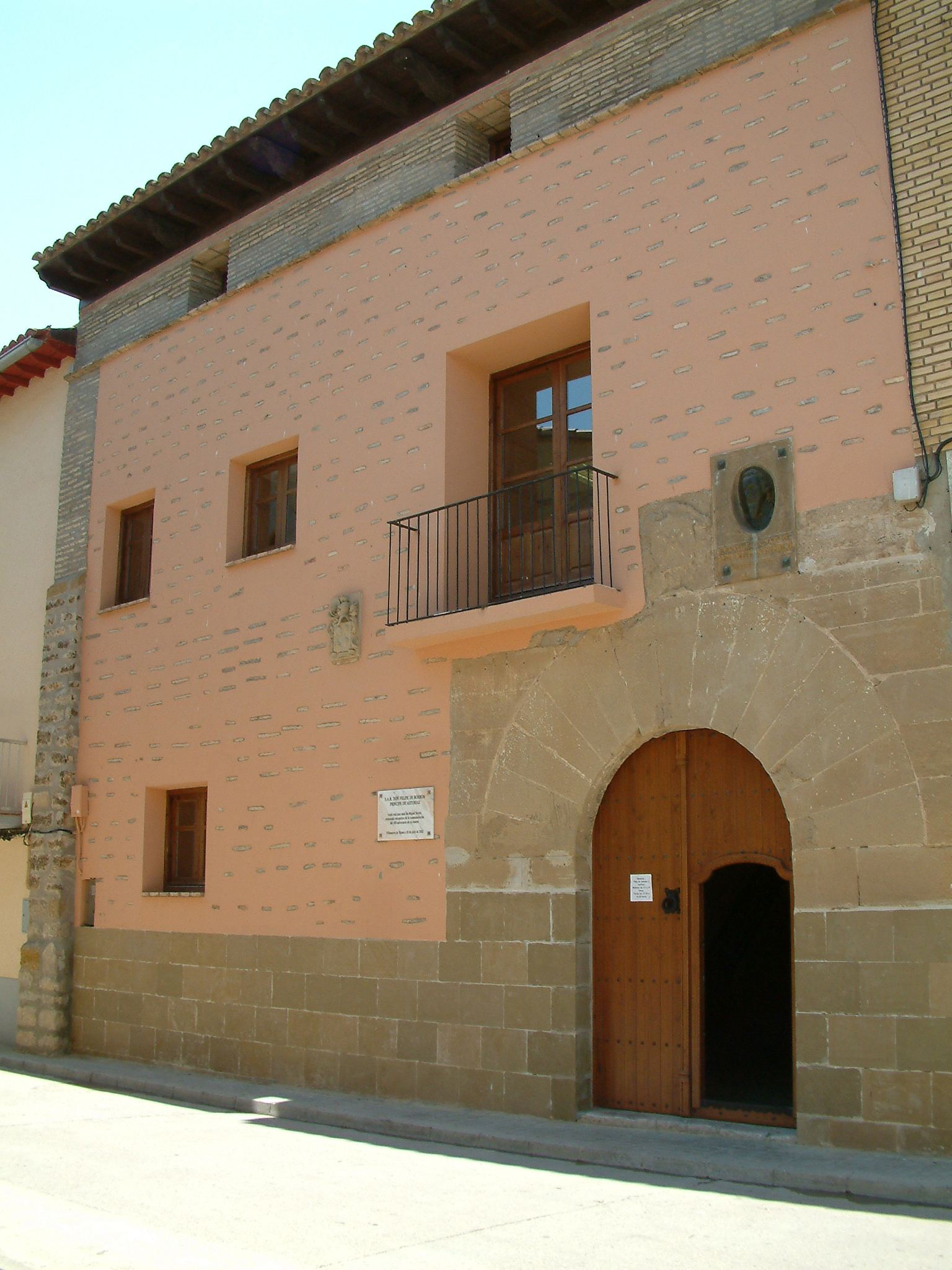
Façade de la maison natale de Michel Servet à Villanueva de Sigena.

- Maison natale de Michel Servet, où se trouve de nos jours l'Institut d'Études Michel Servet, centre de recherche sur sa vie et son travail[3]

## Annexes

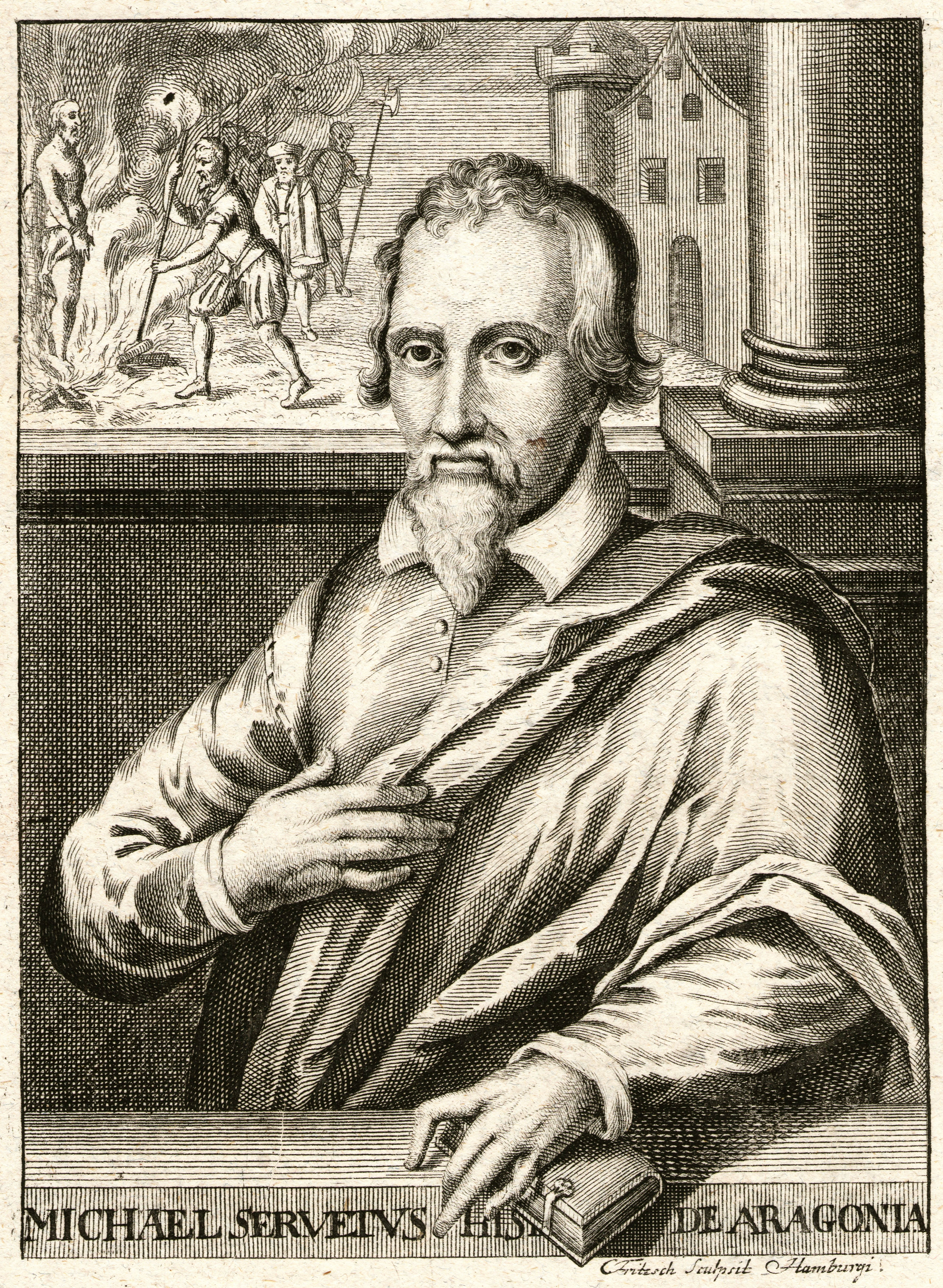
Michel Servet